# Comuna de Lubochnia
Lubochnia (polaco: Gmina Lubochnia) é uma gminy (comuna) na Polónia, na voivodia de Lodz e no condado de Tomaszowski (łódzki). A sede do condado é a cidade de Lubochnia.
De acordo com os censos de 2004, a comuna tem 7566 habitantes, com uma densidade 57,5 hab/km².

## Área
Estende-se por uma área de 131,55 km², incluindo:
- área agricola: 38%
- área florestal: 53%

## Demografia
Dados de 30 de Junho 2004:
|                      | Total   | Total | Mulheres | Mulheres | Homens  | Homens |
| -------------------- | ------- | ----- | -------- | -------- | ------- | ------ |
|                      | pessoas | %     | pessoas  | %        | pessoas | %      |
| População            | 7566    | 100   | 3758     | 49,7     | 3808    | 50,3   |
| Densidade (pop./km²) | 57,5    | 100   | 28,6     | 28,6     | 28,9    | 28,9   |

De acordo com dados de 2002, o rendimento médio per capita ascendia a 1271,87 zł.